# أنطون شميد
أنطون شميد (بالألمانية: Anton Schmid) هو مقاوم وجندي نمساوي، ولد في 9 يناير 1900 في فيينا في النمسا، وتوفي في 13 أبريل 1942 في فيلنيوس في ليتوانيا.

## معرض صور

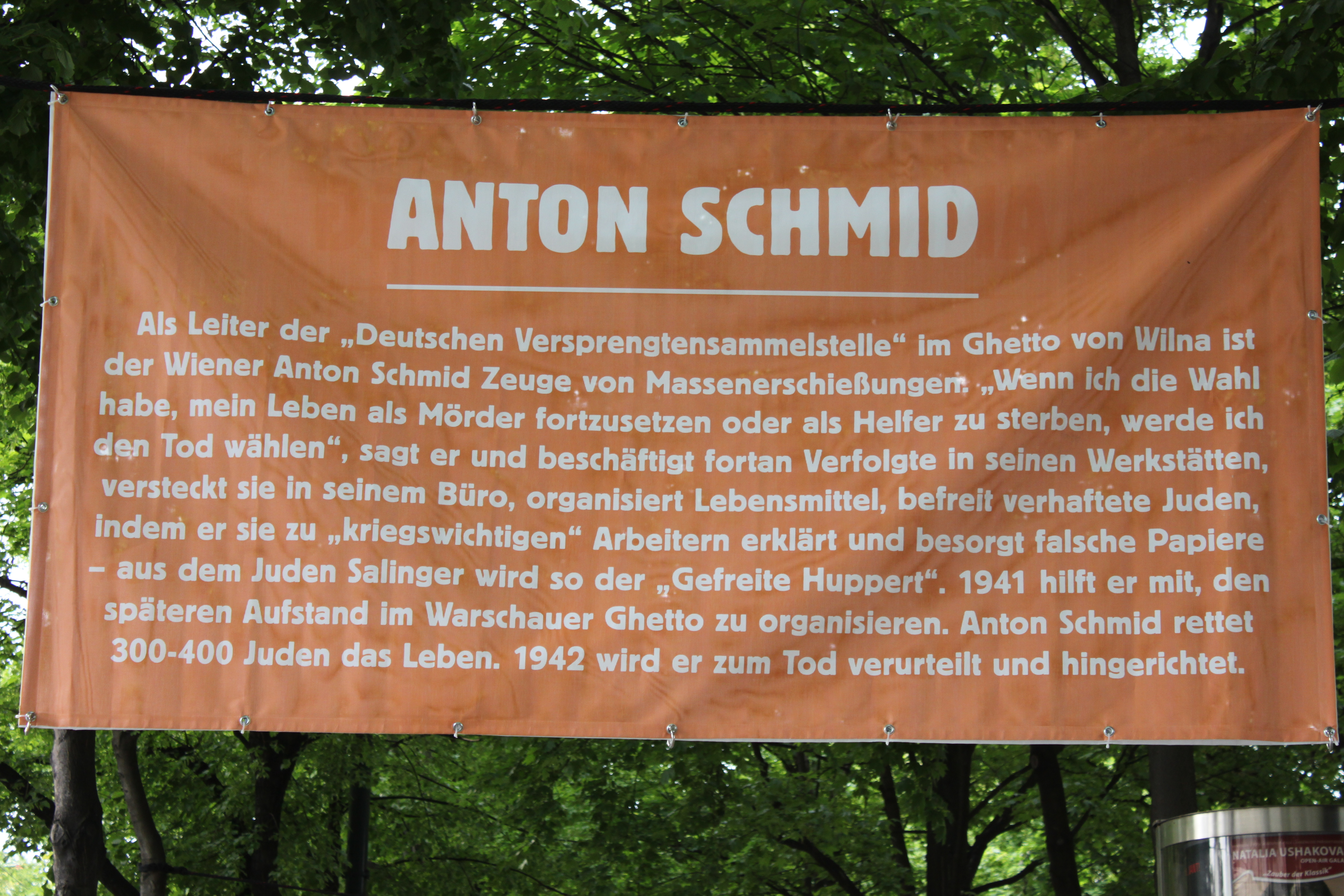
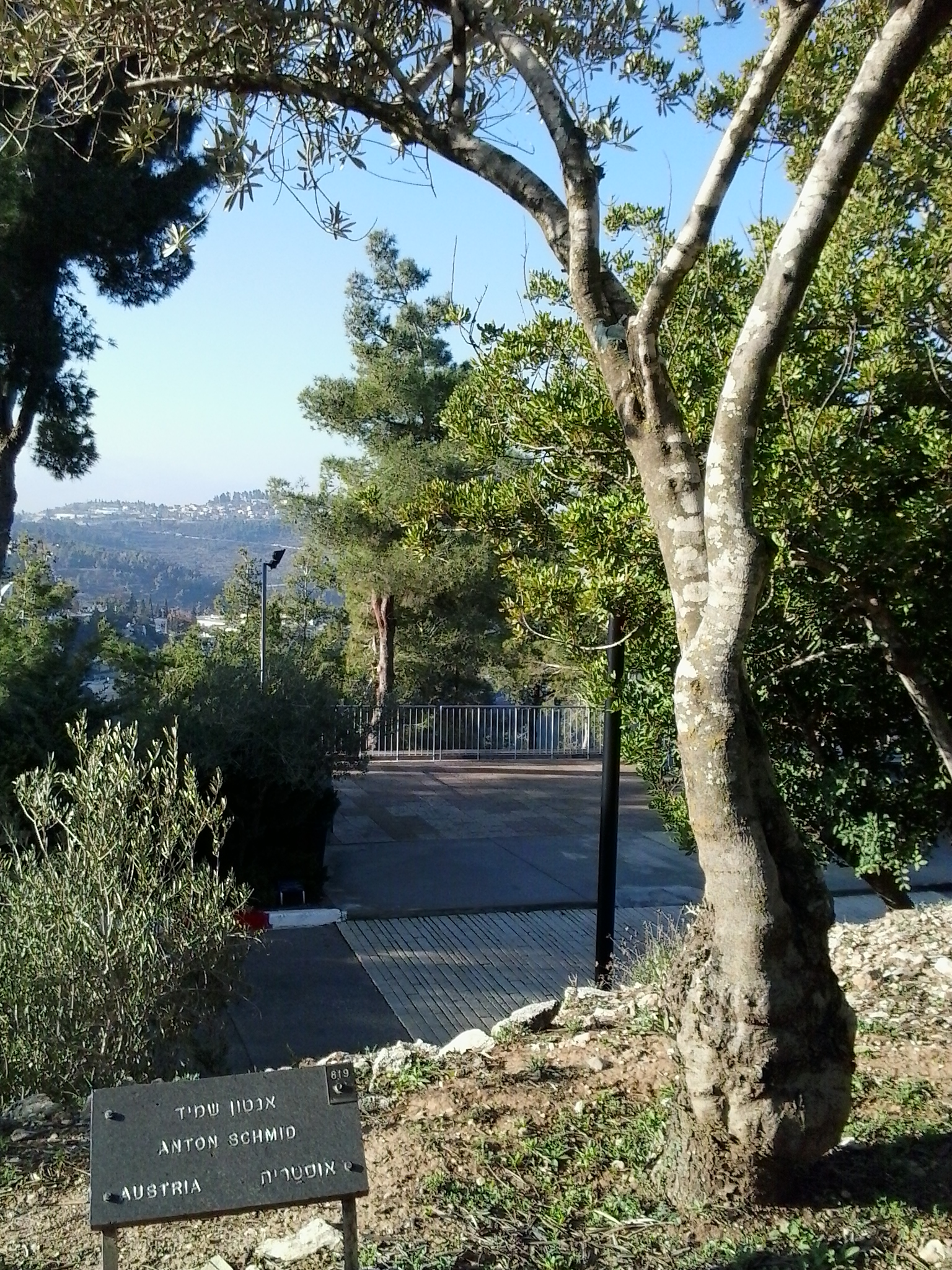
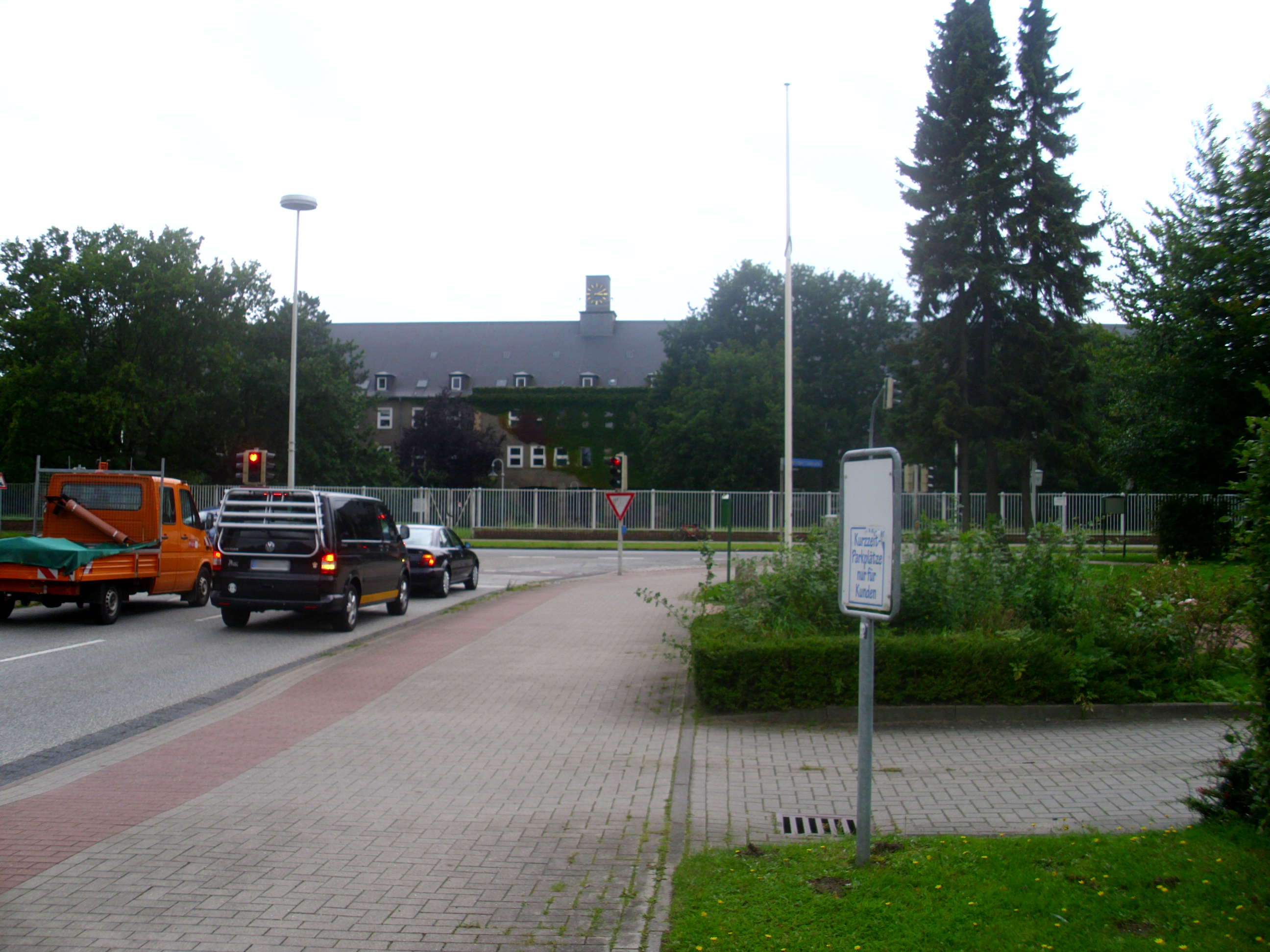
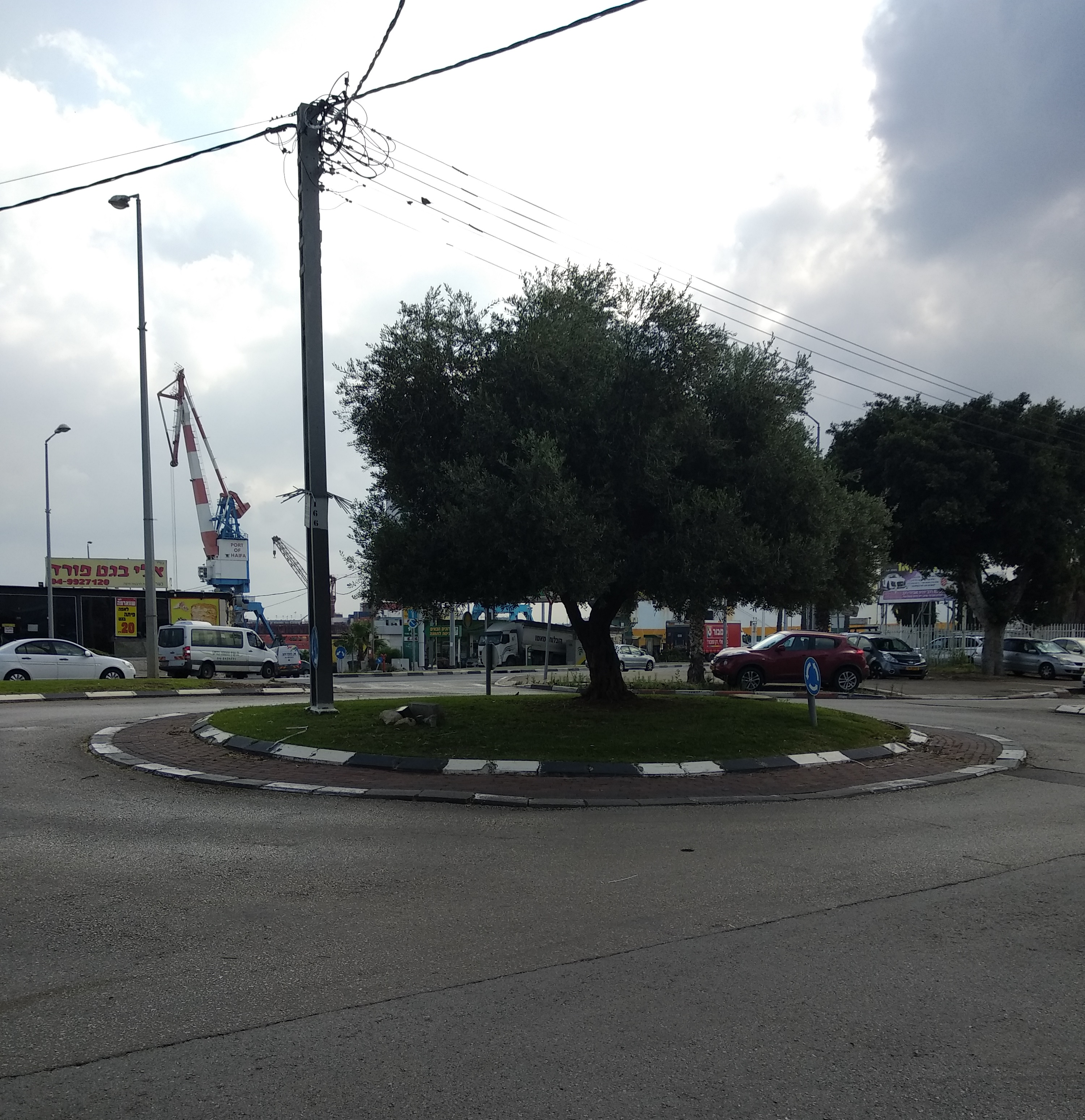